# Manfred Rasch
Manfred Rasch (* 14. September 1955 in Dortmund) ist ein deutscher Archivar, Wirtschaftshistoriker und Honorarprofessor an der Ruhr-Universität Bochum.

## Leben
Rasch studierte Geschichte und Mathematik an der Universität Bochum. Von 1984 bis 1986 absolvierte er den archivarischen Vorbereitungsdienst an der Archivschule Marburg. Seine Laufbahn als Archivar begann er 1986 am Max-Planck-Institut für Kohlenforschung in Mülheim an der Ruhr. Er promovierte 1989 über Die Geschichte des Kaiser-Wilhelm-Instituts für Kohlenforschung 1913–1943. Von 1992 bis zu seinem Ruhestand 2018 war er Leiter des Archivs der Thyssen AG (heute ThyssenKrupp Konzernarchiv) in Duisburg. Dazu ist er Vorsitzender des Geschichtsausschusses des Stahlinstituts VDEh.

## Publikationen (Auswahl)
- Das Ruhrgebiet im Ersten Weltkrieg. Technik und Wirtschaft. Aschendorff, Münster 2022, ISBN 978-3-402-13334-7.
- Kohlechemie im Revier. Zur Geschichte der Ruhrchemie AG 1927-1966. Aschendorff, Münster 2018, ISBN 978-3-402-13343-9.
- Der Unternehmer Guido Henckel von Donnersmarck. Eine Skizze. Klartext Verlag, Essen 2016, ISBN 3-8375-1507-9.

- Industriefilm 1960–1969. Filme aus Wirtschaftsarchiven im Ruhrgebiet, Klartext Verlag, Essen 2011, ISBN 978-3-89861-808-3.
- 150 Jahre Stahlinstitut VDEh. 1860–2010 (mit Helmut Maier und Andreas Zilt), Klartext Verlag, Essen 2010, ISBN 978-3-8375-0051-6.
- (Hrsg.) August Thyssen und Heinrich Thyssen-Bornemisza. Briefe einer Industriellenfamilie 1919–1926, Klartext Verlag, Essen 2010, ISBN 978-3-8375-0331-9.
- Das Thomas-Verfahren in Europa. Entstehung – Entwicklung – Ende, Klartext Verlag, Essen 2009, ISBN 978-3-89861-807-6.
- Harz. Eine Montanregion im Wandel, Klartext Verlag, Essen 2008, ISBN 978-3-89861-809-0.
- (Hrsg., mit Dietmar Bleidick) Technikgeschichte im Ruhrgebiet – Technikgeschichte für das Ruhrgebiet, Klartext Verlag, Essen 2004, ISBN 978-3-89861-376-7.
- Industriefilm 1945–1959. Filme aus Wirtschaftsarchiven im Ruhrgebiet, Klartext Verlag, Essen 2003, ISBN 978-3-89861-211-1.
- Geschichte des Kaiser-Wilhelm-Instituts für Kohlenforschung 1913–1943, Weinheim 1989, ohne ISBN.
- Granaten, Geschütze und Gefangene. Zur Rüstungsfertigung der Henrichshütte in Hattingen während des Ersten und Zweiten Weltkriegs, Klartext Verlag, Essen 2003, ISBN 978-3-89861-234-0.
- Industriefilm – Medium und Quelle. Beispiele aus der Eisen- und Stahlindustrie (mit Renate Köhne-Lindenlaub und Horst A. Wessel), Klartext Verlag, Essen 1997, ISBN 978-3-88474-643-1.